# Espanya als Jocs Olímpics d'estiu de 1956
Espanya va fer boicot als Jocs Olímpics d'Estiu de 1956 celebrats a Melbourne, Austràlia a causa de la participació de la Unió Soviètica, que havia envaït Hongria en produir-se la Revolució hongaresa de 1956. Tanmateix, les proves d'hípica s'havien realitzat cinc mesos abans a Suècia a causa de les lleis australianes de quarantena, per les quals els cavalls havien d'estar sis mesos en quarantena i resultava inviable per a la competició. En aquestes proves hi va participar sis genets espanyols.

## Medaller
L'equip olímpic espanyol va aconseguir les següents medalles:
| Esport | Or | Plata | Bronze | Total |
| Total  | 0  | 0     | 0      | 0     |

## Esports
| Esport | Homes | Dones | Total |
| ------ | ----- | ----- | ----- |
| Hípica | 6     | 0     | 6     |
| Total  | 6     | 0     | 6     |

## Hípica
Vegeu Hípica als Jocs Olímpics d'estiu de 1956
Concurs complet
| Esportista                                          | Cavall                       | Esdeveniment | Doma clàssica | Cross               | Salt d'obstables    | Total               | Posició             |
| --------------------------------------------------- | ---------------------------- | ------------ | ------------- | ------------------- | ------------------- | ------------------- | ------------------- |
| Faustino Domínguez                                  | Anfitrion                    | Individual   | -170,80       | No es classificà    | No es classificà    | No es classificà    | No es classificà    |
| Hernán Espinosa                                     | Al-Herrasan                  | Individual   | -177,60       | Retirat             | Retirat             | Retirat             | Retirat             |
| Joaquín Nogueras                                    | Thalia                       | Individual   | -161,60       | No es classificà    | No es classificà    | No es classificà    | No es classificà    |
| Faustino Domínguez Hernán Espinosa Joaquín Nogueras | Anfitrion Al-Herrasan Thalia | Equips       | -510,00       | No es classificaren | No es classificaren | No es classificaren | No es classificaren |

Salts d'obstacles
| Esportista                                        | Cavall                       | Esdeveniment | Ronda 1 | Ronda 2 | Total  | Posició |
| ------------------------------------------------- | ---------------------------- | ------------ | ------- | ------- | ------ | ------- |
| Carlos Figueroa                                   | Gracieux                     | Individual   | 33,50   | 28,00   | 61,50  | 36      |
| Paco Goyoaga                                      | Fahnenkönig                  | Individual   | 20,00   | 8,00    | 28,00  | 15      |
| Carlos López-Quesada                              | Tapatio                      | Individual   | 27,00   | 0,75    | 27,75  | 14      |
| Carlos Figueroa Carlos López-Quesada Paco Goyoaga | Gracieux Tapatio Fahnenkönig | Equips       | 80,50   | 36,75   | 117,25 | 6       |